# Église Saint-Michel de Borgo
L'église Saint-Michel de Borgo est située à Borgo Stretto dans le centre historique de Pise en Toscane.

## Histoire
L'église, avec le monastère appartenant d'abord aux moines bénédictins et dès le XIIe siècle aux camaldules, a été construite vers 1016 et rénovée à plusieurs reprises, notamment à la suite des raids aériens de la Seconde Guerre mondiale. La façade extérieure, épargnée par les bombardements, date des XIIIe et XIVe siècles, tandis que l'intérieur présente un aménagement des XIe et XIIe siècles et est en tout cas fortement remanié.
Les premières sessions du Concile de Pise ont eu lieu dans le chœur de l'église, avant qu'il ne fut transféré à la cathédrale.

## Description
La façade en marbre, de style roman pisan avec des influences gothiques, a sa partie inférieure datant du XIIIe siècle, tandis que la partie supérieure avec des loggias remonte au XIVe siècle, comme le tabernacle avec la Vierge à l'Enfant, les anges et l'abbé offrant de Lupo di Francesco (copie, l'original est au Musée national San Matteo). Sur la façade se trouvent des textes gravés du XVIIe siècle relatifs à l'élection du recteur de l'Université.
L'intérieur monumental, très remanié, comporte trois nefs et huit travées et est couvert de charpentes dans la nef centrale, tandis que les charpentes d'origine des bas-côtés ont été remplacées par d'autres couvertures au cours des siècles suivants. La nef centrale est délimitée par huit arcs en plein cintre, dont les trois derniers sont surélevés pour respecter l'élévation de la zone sous l'autel, qui à son tour repose sur la crypte des XIe et XIIe siècles. La cinquième des sept colonnes est remplacée par un mince pilier à base carrée.
Les cinq sarcophages romains autrefois présents à l'intérieur ont été transférés au Cimetière Monumental. Les fragments de la chaire du XIVe siècle, attribués par certains à Andrea Pisano, se trouvent au  Musée national San Matteo.
Le cloître et le monastère bénédictin autrefois attenant à l'église ont été détruits par les bombardements ou démolis et à leur place a été construit le complexe connu sous le nom de Mattonaia, construit sur un projet de l'architecte Massimo Carmassi et dont les travaux commencés en 1986 n'ont pas encore été achevés.

## Galerie

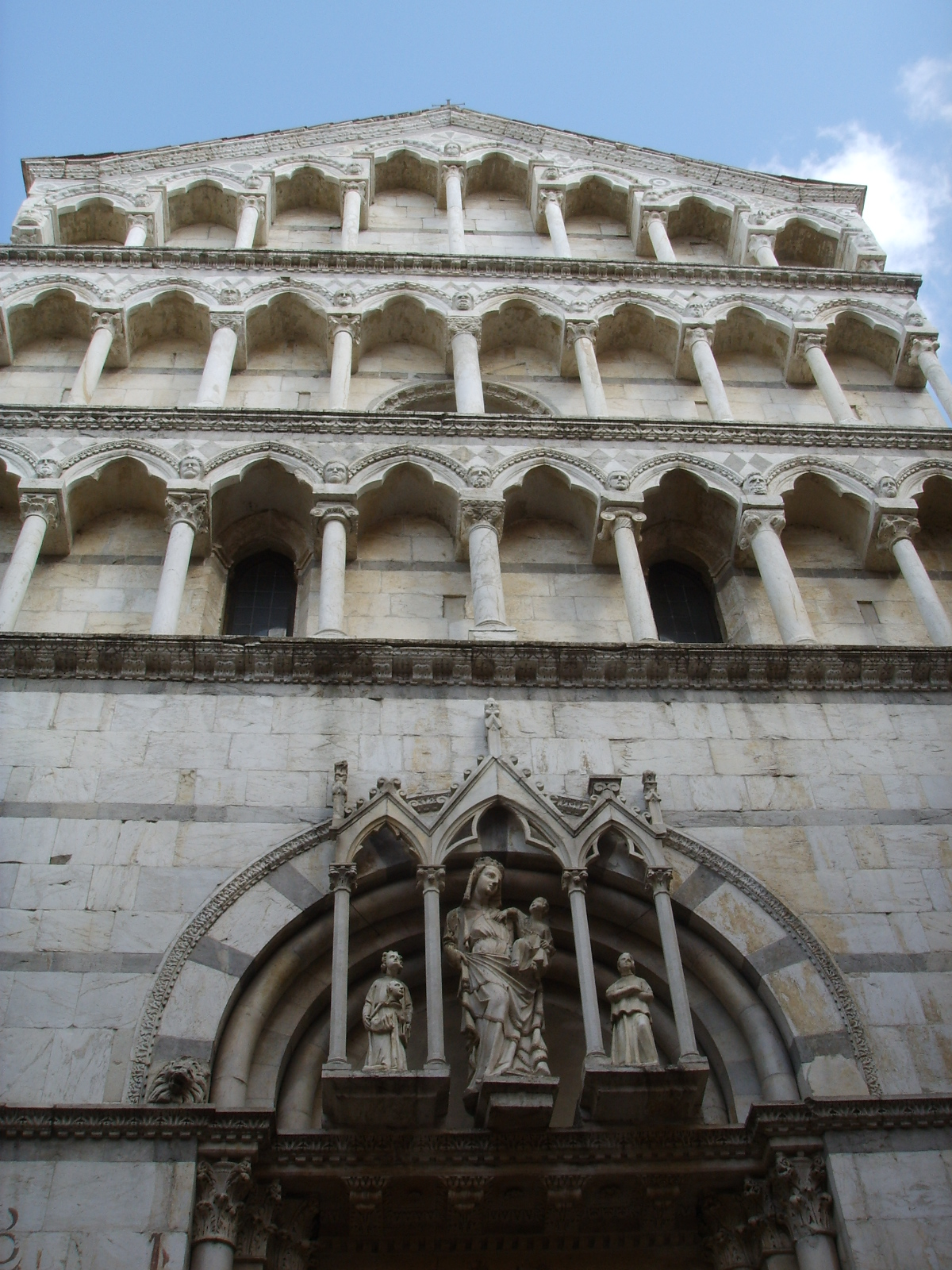
Détail de la façade.
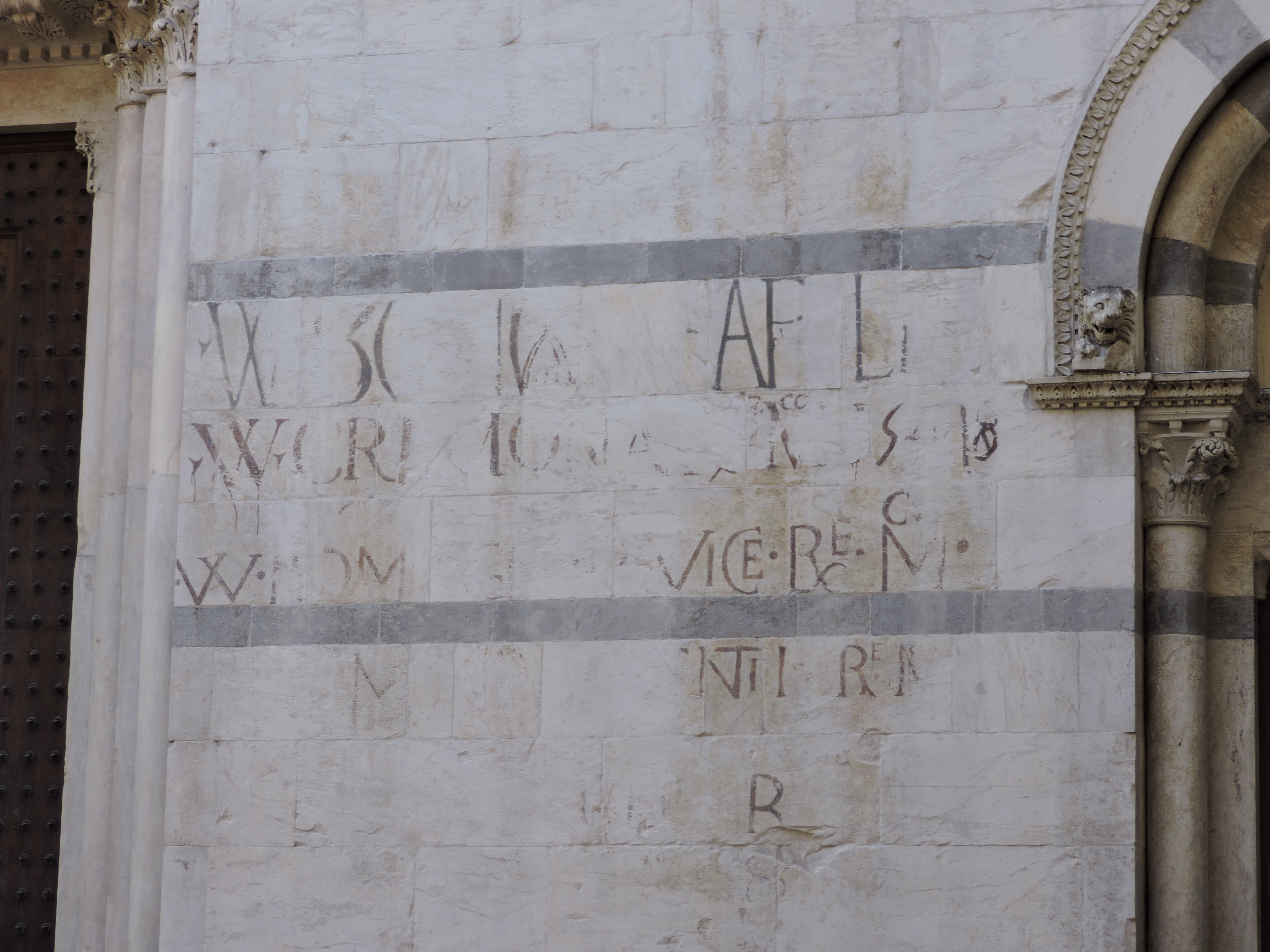
Textes gravés sur la façade.
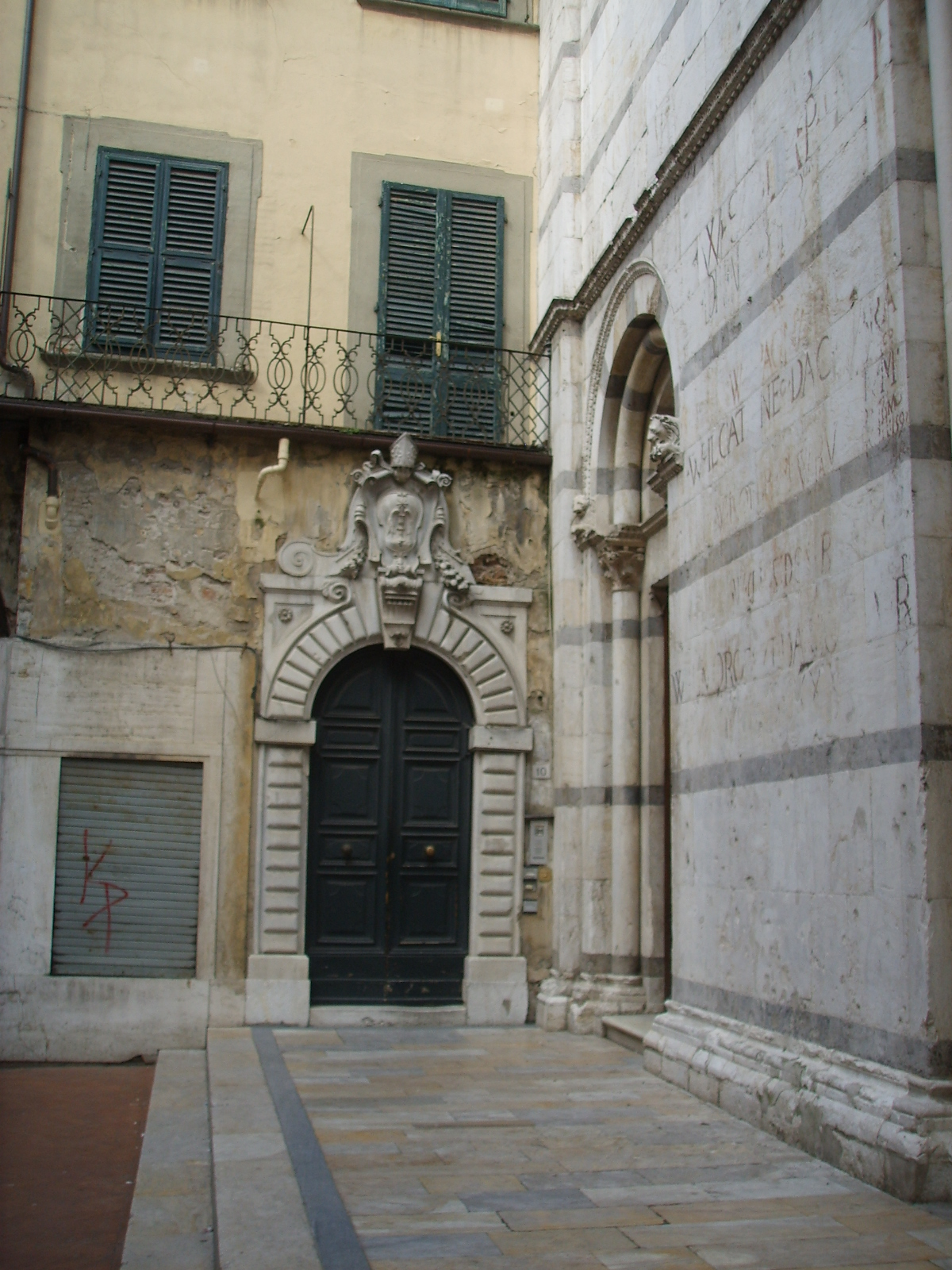
Porte du presbytère.
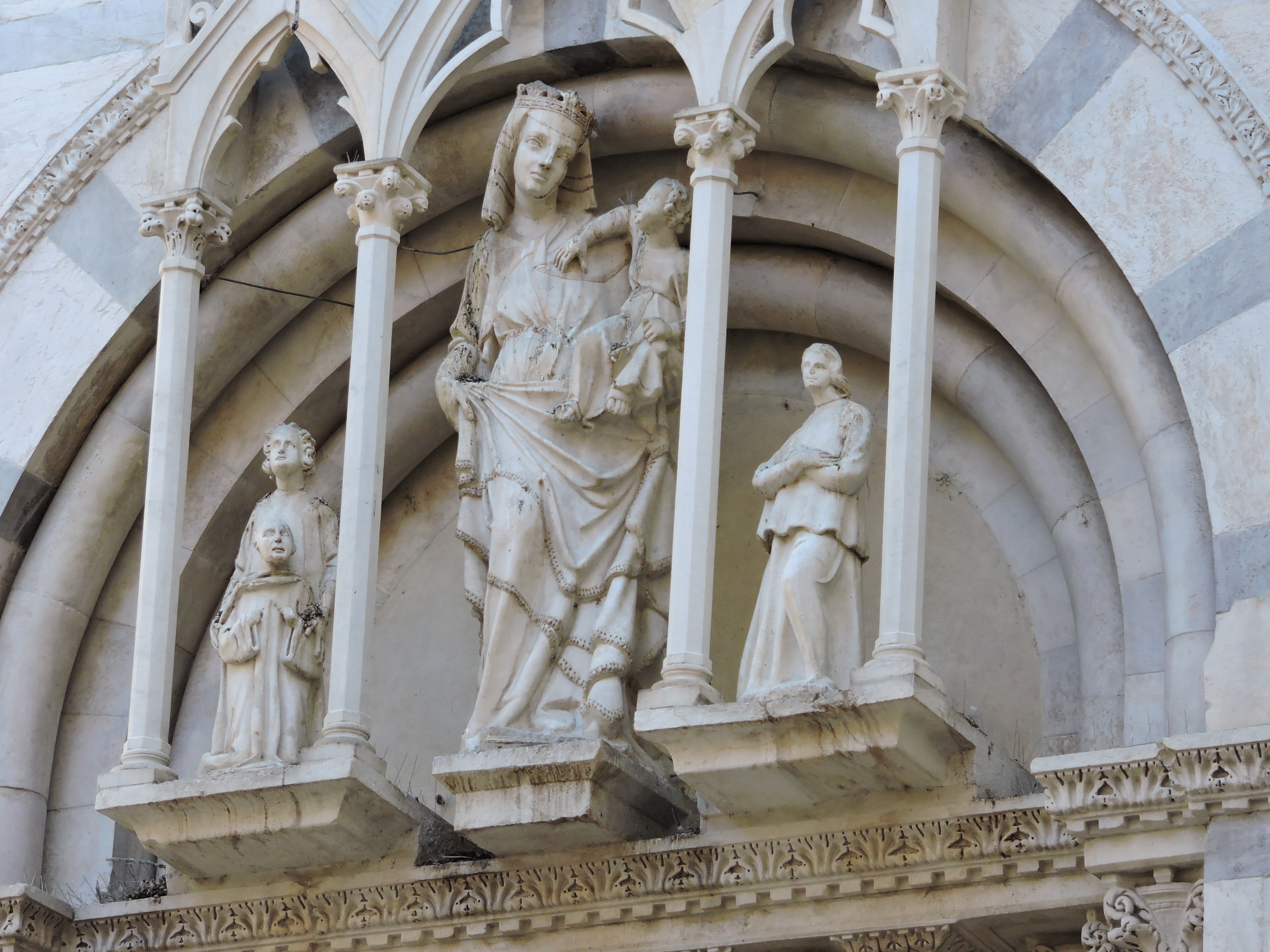
Tabernacle sur la façade.
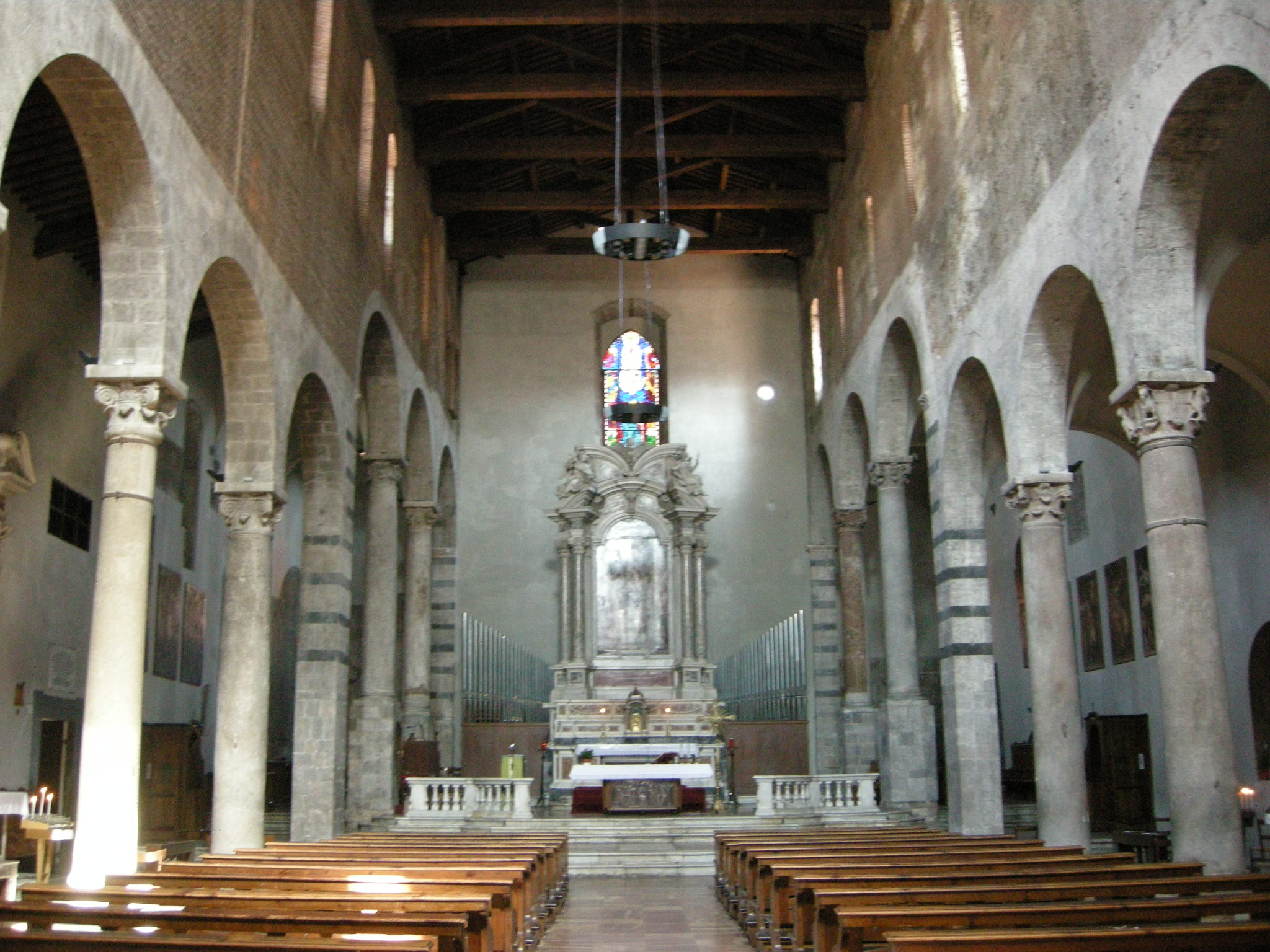
Intérieur.